# Mirna Dolina
Mirna Dolina (en ucraniano: Мирна Долина, romanizado: Myrna Dolyna, lit. 'valle pacífico'; en ruso: Мирная Долина, romanizado: Mírnaya Dolina) es un asentamiento urbano ucraniano perteneciente al óblast de Lugansk. Situado en el este del país, formaba parte del raión de Popasna hasta 2020, aunque ahora es parte del raión de Sievierodonetsk y del municipio (hromada) de Lisichansk.
El asentamiento se encuentra ocupado por Rusia desde el 21 de junio de 2022, siendo administrado como parte de la de facto República Popular de Lugansk.

## Geografía
Mirna Dolina está a unos 21 km al noreste de Popasna y 66 km al noroeste de Lugansk.

## Historia
El lugar fue mencionado por primera vez por escrito en 1773.
En 1921, se estableció una planta agrícola en Mirna Dolina, que en 1925 se reorganizó como una granja colectiva. En 1929, la granja estatal de Mirna Dolina se estableció sobre la base de la granja colectiva.
Durante la Segunda Guerra Mundial, 124 residentes del pueblo lucharon en el frente, 44 de los cuales murieron y 88 recibieron órdenes y medallas. 
Mirna Dolina tiene el estatus de asentamiento de tipo urbano desde 1964.
Durante la invasión de Ucrania de 2022, Mirna Dolina fue capturada por las fuerzas rusas el 21 de junio de 2022 durante la batalla del Dombás.

## Estatus administrativo
Hasta julio de 2020, Mirna Dolina formaba parte del raión de Popasna. Como resultado de la reforma de 2020 de las divisiones administrativas de Ucrania, en julio de 2020 el número de raiones del óblast de Lugansk se redujo a seis y se incorporó al recién creado raión de Sievierodonetsk.

## Demografía
La evolución de la población entre 1989 y 2019 fue la siguiente:
| 868                                                           | 480 | 355 | 341 | 299 |
| (Fuente: Cities & Towns of Ukraine y UKRAINE: Größere Städte) |     |     |     |     |

Según el censo de 2001, la lengua materna de la mayoría de los habitantes, el 83,33%, es el ucraniano; del 16,67% es el ruso.